# Matej
Matej (hebr. מַתִּתְיָהוּ - matityahu, matan = dar + Yahu = Bog), "dar od Boga", "Božji dar"; po drugim autorima riječ potječe iz aramejskog jezika gdje glasi măththăi i znači "muževan".

## O imenu
Matej je hrvatski oblik novozavjetnog imena Ματθαιος (Matthaios) ili Μαθθαιος (Maththaios) što je grčka transliteracija aramejskog deminutiva מתי (Mattay, Maty). 

Ime se još javlja i u oblicima Matij, Matija (u sjeverozapadnoj Hrvatskoj je to muško ime), Mate (u priobalju od Savudrijske vale do Neretvanske doline, na otocima sve do istočnog ruba Pelješca, u Zagori, zapadnoj Hercegovini, Lici, dio Završja, Mato (Pelješac osim zap. dijela, Neretvanska dolina, Dubrovačko priobalje, Konavle, ist. Hercegovina, Bosna, Slavonija) i Mata (kratki prvi slog, op.a.; Slavonija). Ženski oblik je Mateja i Matija (osim u SZ Hrvatskoj).
Hrvatsko pisanje imena Matej dolazi iz latinskog Matthæus. Ime potječe iz hebrejskog imena מתתיהו (Matatyahu, Matatija) ili מתיתיהו (Matityahu, Matatijahu), a znači "dar od Boga", "dar od boga Yahu".
Hebrejsko ime se također piše מתניהו (Matanyahu, Matanjahu). Srodna imena uključuju נתניהו (Netanyahu, Netanjahu), i njegovu inačicu יהונתנ (Yehonatan, Jonatan).
U Hrvatskoj je Matej jedno od najčešćih imena. 

U anglofonim se zemljama piše "Matthew", a ponekad i "Mathew", pa čak i kao muslimansko ime Mathyu. "Matthew" može biti također prezime, ali se onda općenito dodaje "s" na kraju ("Matthews").

## Popularnost u Sjedinjenim Državama
Od 1975. godine "Matej" se nalazi na listi 10 najpopularnijih imena koja se daju novorođenčadi u Sjedinjenim Državama. Od 1981. godine "Matej" se nalazi među 4 najpopularnija imena, dosegnuvši 2. mjesto 1994. i 1996. godine.

## Alternativna imena i pisanja
- Mathai ili Matha (malayalam)
- Matthæus (latinski)
- Matthaios, Maththaios (grčki)
- Mathias, Matthias (njemački)
- Mattäus (švedski, njemački)
- Matthäus (njemački)
- Mateo ili Matteo (španjolski) (esperanto)
- Matteo (talijanski)
- Mattias, Matthias (danski, švedski, njemački)
- Mathijs ili Mattijs (nizozemski)
- Matei (rumunjski)
- Mathios (armenski)
- Mateus (portugalski)
- Máté, Mátyás (mađarski)
- Moshei (hebrejski)
- Makaio, Mataio (havajski)
- Mateu (katalonski)
- Matěj ili Matouš (češki)
- Matej, Mate (hrvatski, slovački, slovenski)
- Matej (albanski)
- Matež/Matevž (slovenski)
- Maciej, Mateusz (poljski)
- Мацей/Maciej (bjeloruski)
- Matvei (Матвей), Matfei (Матфей), (ruski), Motya (Мотя) (deminutiv)
- Matti (finski)
- Matthias (grčki, njemački, ponekad Mathias)
- Mattheus (nizozemski, biblijsko)
- Mattæus (danski, biblijsko)
- Matteus (norveški, švedski, finski, biblijski)
- Matthew, Mathew (engleski)
- Mathieu (francuski, uobičajeno) ili Matthieu (biblijsko)
- Mats (švedski, uobičajeno)
- Mads, Madz, Madts (danski, uobičajeno (Mads je uobičajen oblik))
- Maitias (galski)
- Maitiú (irski)
- Matius (malajski)
- Mattheo (interlingua)
- Matúš (slovački)
- Матија (srpski)
- Matt, Matty, Mattie (engleski deminutivi)

## Slavni Mateji (i alternativni nadimici)

##### Glazbenici
- Matthew Bellamy
- Matteo Carcassi
- Matthew Good
- Matt Johnson
- Matthew Paul Miller (Matisyahu)
- Matt Sorum (The Cult, Guns N' Roses, Velvet Revolver)
- Matthew Sweet
- Matt Tuck
- Matt Heafy
- Mireille Mathieu (u prezimenu)

##### Glumci
- Mate Ergović, hrv. glumac, "šjor Pučanstvo" iz Velog mista
- Matthew Broderick
- Matt Damon
- Matt LeBlanc
- Matthew McConaughey
- Matthew Modine
- Matt Moore
- Matthew Perry
- Matthew Walker
- Matthew Fox

##### Književnici
- Mate Matišić, hrv. pisac
- Mato Lovrak, hrv. pisac
- Mate Balota
- Mate Ujević, hrv. pjesnik i enciklopedist
- Matthew Arnold, pjesnik
- Matteo Bandello, romanopisac
- James Matthew Barrie, romanopisac i dramatičar koji je stvorio Petra Pana
- Matthew Jefferies, umjetnik, dizajner i pisac
- Matthew Reilly, romanopisac

##### Glazbenici
- Mate Bulić

##### Likovni umjetnici
- Mato Celestin Medović

##### Športaši
- Mate Parlov, hrv. boksač, najbolji hrv. športaš 20. stoljeća
- Mate Trojanović, hrv. veslač, osvajač zlata na OI 1952.
- Matthew Behan, nogometaš iz Cork Cityja
- Matthew Holland, irska nogometna zvijezda i kapetan
- Matthew Johns, zabavljač i bivši ragbijaš
- Matthew Stevens, velški igrač biljara
- Matthew Upson, nogometaš za Birmingham City i Englesku
- Matthew Walker, engleski kriketaš
- Mat Rogers (ragbijaš), ragbijaš
- Mats Sundin, profesionalni hokejaš
- Matt Burke, ragbijaš
- Matt Giteau, ragbijaš
- Matt Hardy, profesionalni hrvač
- Matt Hasselbeck, profesionalni nogometaš
- Matt Hoffman, BMX vozač
- Matt Morris, bejzbolaš
- Matt Perry (ragbijaš), ragbijaš
- Matthias Sammer, njemački nogometaš
- Matej Delač hrvatski nogometaš

##### Religijske osobe
- Sv. Matej
- Matthew George Easton
- Matthew Blagden Hale
- Matthew of Krakow
- Matthew Paris
- Matthew Parker
- Arnold Matthew ("Matthew" kao prezime)

##### Političari
- Mate Granić
- Mate Boban

##### Filmski umjetnici
- Mate Relja, redatelj (Vlak u snijegu, nagrada V. Nazor)
- Matt Stone, tvorac crtanog filma South Park i raznih filmova
- Matt Groening, tvorac crtanog filma Simpsoni

##### Istraživači
- Matthew Flinders
- Matthew Henson
- Matthew C. Perry

##### Ostali
- Matthew Cook

- Matthew Shepard, ubijeni sveučilišni student
- Matthew Hale (pravnik), pravnik
- Matt Hale, umjetnik